# NGC 6332
NGC 6332 ist eine 13,6 mag helle Spiralgalaxie vom Hubble-Typ Sa im Sternbild Herkules am Nordsternhimmel. Sie ist schätzungsweise 384 Millionen Lichtjahre von der Milchstraße entfernt und hat einen Durchmesser von etwa 180.000 Lichtjahren.
Im selben Himmelsareal befinden sich u. a. die Galaxien NGC 6323, NGC 6327, NGC 6329, NGC 6336.
Das Objekt wurde am 11. Juli 1876 von Édouard Stephan entdeckt.